# Chris Botti
Chris Botti (* 12. Oktober 1962 in Portland, Oregon) ist ein US-amerikanischer Jazz-Trompeter. 

## Leben und Wirken
Bekannt wurde er als Solotrompeter in der Band von Popsänger Sting, die er ab 1999 mehr als zwei Jahre begleitete. Chris Botti hat in seiner bisherigen Karriere mit Künstlern wie Sting, Barbra Streisand, Josh Groban, Paul Simon, Dave Koz, Jeff Lorber, Bill Bruford, Tony Levin, David Torn, Lee Ritenour, Burt Bacharach, Brian Culbertson, Michael Bublé und Billy Kilson zusammengearbeitet. In den ersten Jahren spielte er in der Ambient-Pop-Band The Blue Nile.
Er spielt eine Martin-Committee-Trompete (große Bohrung), die 1939 in Handarbeit gefertigt wurde. Aktuell benutzt er ein versilbertes Vincent Bach 3-Mundstück von 1926, zuvor spielte er auf einem Bach 3C von 1920. Die Trompete ist das gleiche Modell, das von Miles Davis gespielt wurde.

## Diskografie
Studioalben
- 1995: First Wish
- 1997: Midnight Without You
- 1999: Slowing Down the World
- 2001: Night Sessions
- 2002: December
- 2002: The Very Best of Chris Botti
- 2003: A Thousand Kisses Deep
- 2004: When I Fall in Love
- 2005: To Love Again
- 2007: Italia (PL: Platin)
- 2009: Chris Botti in Boston (PL: Diamant)
- 2012: Impressions
- 2023:  Vol. 1

Videoalben
- 2002: Night Sessions
- 2006: Live with Orchestra (US: Platin (Videoalbum))
- 2009: Chris Botti: In Boston (US: Platin (Videoalbum))